# اوا دو ویتره مه‌یرویچ
اِوا دو ویتره مه‌یِرُویچ (به فرانسه: Eva de Vitray-Meyerovitch؛ ۵ نوامبر ۱۹۰۹ در بولونی-بیانکور – ۲۴ ژوئیه ۱۹۹۹ در پاریس) دارای دکتری اسلام‌شناسی و محقق مرکز ملی پژوهش‌های علمی فرانسه در زمینهٔ علوم انسانی، نویسنده و مترجم بود که در مجموع حدود چهل کتاب و چندین مقاله نوشت. او از نویسندگان فرهنگ نمادها نیز بود.
مه‌یِرُویچ مرید حمزه القادری البودشیشی (Hamza al Qadiri al Boutchichi) بود.

## زندگی
مه‌یِرُویچ در بولونی-بیانکور در محیطی که از نظر فرهنگی پیشرو بود زاده شد. او تحصیلاتش را در مدرسهٔ کاتولیک در لیسانس حقوق انجام داد. پس از آن در زمینهٔ فلسفه با پایان‌نامه‌ای با موضوع سنبل‌شناسی نزد افلاطون دکتری گرفت.
اوآ در ۲۲ سالگی با یک یهودی لتونیایی به نام لزر مه‌یِرُویچ ازدواج کرد. او مسئول آزمایشگاه فردریک ژولیو کوری بود و به همراه او بود که در سال ۱۹۴۰ میلادی در زمان اشغال فرانسه از پاریس گریخت و در حالی که شوهرش در کنار نیروهای فرانسوی آزاد با دشمن می‌جنگید او در کورز ماند.
پس از آزادسازی مه‌یِرُویچ به CNRS رفت و در آنجا به‌سرعت مدیر بخش نیروی انسانی شد و عمر خود را صرف ترجمه کرد. پس از آن با لویی ماسینیون آشنا شد و این دو در ارتباط نزدیک با یکدیگر ماندند تا جایی که در زمان مرگ شوهر مه‌یِرُویچ در اوایل دههٔ ۱۹۵۰ میلادی، ماسینیون تکیه‌گاه مهمی برای او شده بود.
مه‌یِرُویچ با کمک تجدید بنای اندیشه دینی در اسلام نوشتهٔ شاعر و متفکر پاکستانی، اقبال لاهوری با اسلام آشنا شد. اوآ پس از سه سال مطالعه در سوربن در نهایت مسلمان شد. مه‌یِرُویچ علاقهٔ ویژه‌ای به کتاب شاعر ایرانی مولانا جلال‌الدین محمد بلخی (۱۲۰۷ تا ۱۲۷۳ میلادی) داشت، این کتاب بر روی ابعاد رازآمیز اسلام و صوفی‌گری تمرکز داشت. در همین رابطه، او بر روی یادگیری زبان فارسی تمرکز کرد و اندکی بعد ترجمه‌هایی از آثار اقبال لاهوری و مولوی را منتشر کرد.
در سال ۱۹۶۸ میلادی مه‌یِرُویچ از پایان‌نامهٔ دکتری‌اش با عنوان مباحث رازآمیز در کتاب جلال‌الدین رومی در دانشگاه پاریس دفاع کرد. مه‌یِرُویچ از ۱۹۶۹ تا ۱۹۷۳ میلادی به قاهره رفت و در دانشگاه الازهر به تدریس پرداخت. او در سال ۱۹۷۱ میلادی برای سفر حج به مکه و سپس به مدینه رفت.
مه‌یِرُویچ از ۱۹۷۲ میلادی تا زمان مرگش به ترجمه در رابطه با مولوی، اسلام، تصوف و طریقت مولویه پرداخت. در ۱۹۹۰ میلادی کتاب مثنوی معنوی مولانا را ترجمه کرد؛ کتابی با ۵۰٬۰۰۰ بیت و ۱۷۰۰ صفحه، این نخستین باری بود که مثنوی به زبان فرانسه ترجمه می‌شد.
علاوه بر این‌ها، مه‌یِرُویچ به دلیل علاقهٔ شخصی خود با شماری از افرادی که در زمینهٔ تصوف شناخته شده بودند، هم آشنا شد که از آن جمله می‌توان به آمادو آمپاته با، نجم‌الدین باماته، خالد بنتونه و فائوزی اسکالی اشاره کرد. این آشنایی‌ها به لطف آخرین بازدید او از مراکش و ملاقات حضوری با سید حمزه القادری البودشیشی در سال ۱۹۸۵ میلادی اتفاق افتاد، کسی که تا زمان مرگش درس‌های او را پیگیری می‌کرد. مه‌یِرُویچ در زمینهٔ شناساندن اسلام، تصوف و مولانا به فرانسه و دیگر نقاط دنیا بسیار فعال بود و برنامه‌های گوناگونی را برای رادیو فرهنگ فرانسه (France Culture) و تلویزیون این کشور ترتیب می‌داد. در ۱۹۹۸ در جریان کنفرانسی در ترکیه به آرزوی ورود به شهر قونیه دست یافت.
اوآ مه‌یِرُویچ در ۲۴ ژوئیهٔ ۱۹۹۹ در آپارتمان خودش در خیابان کلود برنارد پاریس از دنیا رفت. او در تیه، اطراف پاریس به‌خاک سپرده شد. در سال ۲۰۰۳ میلادی تلاش شد تا بقایای او به قونیه منتقل شود که در سال ۲۰۰۸ میلادی این اتفاق افتاد.